# Větný člen
Větný člen je nejmenší jednotka větné struktury. Pozná se podle toho, že se dá ve větě přesunout jen jako celek. Slova se mluvnicky spojují ve věty, stávají se větnými členy a tvoří mluvnickou výstavbu věty. Větným členem se stává každé plnovýznamové slovo, které vstoupí do věty a získá tak svoji větnou funkci. Větný člen může být rozvíjen dalšími větnými členy.

## Typy vztahů mezi větnými členy
Příklad: Rozvodněná bystřina, říčka Loupnice, včera zaplavila opuštěnou náves i přilehlé ulice.
Jednotlivé větné členy vytvářejí vzájemné vztahy jako:
- syntaktická dvojice – členy jsou na sobě závislé:
  - přisuzování (predikace) – vztah mezi podmětem a přísudkem: bystřina (podmět) – zaplavila (přísudek). Označuje se jako základní skladební dvojice.
  - určování (determinace) (syntaktická skupina podřadná, větný člen rozvitý) – vztah mezi ostatními větnými členy, z nichž jeden člen je řídící, druhý závislý, například:
    - přívlastek (závislý) – podmět (řídící): rozvodněná – bystřina
- syntaktická skupina (souřadná) – členy mají ve větě stejnou platnost a navzájem na sobě nezávisejí:
  - přiřazování (koordinace) je vztah mezi několikanásobnými větnými členy: náves i ulice
  - přistavování (apozice) je vztah dvou větných členů, které označují tutéž skutečnost: bystřina – říčka

## Skladební dvojice
V plnovýznamové větě je každý větný člen zapojen v nejméně jedné skladební (skladebné, syntaktické) dvojici.

### Základ věty
Podle klasické syntaktické teorie základem věty je základní skladební dvojice, kterou tvoří podmět (podmětová část věty) a přísudek (přísudková část věty). Holou větu tvoří holý podmět a holý přísudek.
Podle valenční syntaktické teorie je základem věty určité sloveso (verbum finitum, VF) a struktura věty je dána jeho valenčním doplněním (například sloveso „pršet“ nevyžaduje podmět).

### Rozvíjející větné členy
Další větné členy, které věta obsahuje, jsou rozvíjejícími větnými členy. Každý další větný člen je závislý na řídícím větném členu, který je jím rozvíjen a s nímž tvoří skladební dvojici. Zároveň může být řídícím větným členem pro jeden nebo více dalších větných členů, kterými je sám rozvíjen.
Tradičně se ve školské praxi rozlišují tyto typy rozvíjejících větných členů:
- přívlastek
- předmět
- příslovečné určení
- doplněk (jako jediný typ je řízen současně ve dvou skladebních dvojicích, protože je závislý současně na obou členech základní skladební dvojice, na podmětu i na přísudku)

Nepravou (falešnou) skladební dvojicí se nazývá, když v chybně nebo dvojsmyslně postavené větě vznikne mylné zdání skladebního vztahu mezi dvěma větnými členy, které spolu významově a gramaticky souviset nemají. Například ve větě míchejte rychle tuhnoucí barvu může slovo rychle být buď rozvíjejícím členem ke slovesu míchejte (tuhnoucí barvu míchejte rychle) nebo k přídavnému jménu tuhnoucí (míchejte barvu, která rychle tuhne).
Syntaktickou kontaminací se nazývá použití nesprávné vazby pod vlivem významově nebo tvarově podobné vazby, významově podobné vazby v jiném jazyce atd. (např. předcházet paniku místo předcházet panice.)

## Rozvíjení větných členů
Holý větný člen je obvykle tvořen jedním slovem, které může být navázáno předložkou nebo sponou.
Rozvitý (rozvinutý) větný člen je tvořen holým větným členem a všemi dalšími větnými členy, které holý větný člen postupně nebo souřadně dále rozvíjejí.
Několikanásobný větný člen je tvořen dvěma nebo více větnými členy stejného druhu, které společně rozvíjejí svůj řídící větný člen a přitom mají mezi sebou souřadný vztah. Je-li ve větě více přísudků, jde o mezní typ mezi několikanásobným větným členem a souřadným souvětím. Za několikanásobný přísudek se tento větný člen chápe především v případě, kdy všechny části přísudku rozvíjejí tentýž větný člen a nejsou dále rozvity. Jednotlivé části několikanásobného větného členu mohou být holé i rozvinuté. Mezi částmi několikanásobného větného členu mohou být například tyto vztahy:
- slučovací (kopulativní) – Petr, Pavel a Maruška s Honzou přišli domů. Můžete si malovat nebo zpívat. Jsme krásní a bohatí.
- stupňovací (gradační) – Tančilo se nejen v sále, ale i na ulici.
- odporovací (disjunktivní) – Chytrý, ale nevzdělaný člověk.
- vylučovací (adverzativní) – Petr nebo Maruška rozbili okno.
- příčinný (kauzální) nebo důsledkový (konkluzívní) – Neúspěšný, a proto zklamaný sportovec. Stalo se to nečekaně, protože rychle.

Roli větných členů mohou nést také vedlejší věty, jejichž typy jsou pojmenovány podle typů větných členů: existují vedlejší věty podmětové, přísudkové, přívlastkové, předmětné, příslovečné a doplňkové. Podle způsobu připojení k větě jsou vedlejší věty buď vztažné, nebo spojkové.

## Neplnovýznamové slovní druhy
Slova neplnovýznamových slovních druhů (předložky, spojky, částice, citoslovce) zpravidla nejsou samostatnými větnými členy. Spojkami se větné členy spojují, předložky jsou pouze části předložkových obratů. Částice nejčastěji vyjadřují modální funkci výpovědi (např. Kéž by zapršelo!). Citoslovce stojí buď jako samostatný předsunutý člen (např. Brr, to je zima!), nebo jako samostatná neslovesná věta (např. Ach!). Výjimkou jsou věty, v nichž jsou tato slova použita buď ve jmenné funkci (Tady neplatí žádné ale. Vyřítili se ven s hlasitým hurá.), nebo je-li za předložkou zamlčené jméno (Pozdravil jsem se s ním před i po.).

## Příklad a pořadí větných členů
Příklad věty a jejích větných členů:
- Jeníček s Mařenkou si staví v lese domek. (Co dělají Jeníček s Mařenkou? Co si Jeníček s Mařenkou staví v lese?)
- V lese si Jeníček s Mařenkou staví domek. (Co se děje v lese?)
- S Mařenkou si Jeníček v lese staví domek. (Co dělá Mařenka?)
- Domek si v lese staví Jeníček s Mařenkou. (Kdo si staví domek v lese?)
- Domek si Jeníček s Mařenkou staví v lese. (Kde si Jeníček s Mařenkou staví domek?)
- Domek v lese staví Jeníček s Mařenkou sobě. (Komu staví Jeníček s Mařenkou domek v lese? – stane-li se zájmeno jádrem výpovědi, mění se v dlouhý tvar)

Větné členy jsou v tomto případě: Jeníček s Mařenkou (neshodný několikanásobný podmět a zároveň podmětová část věty), staví (holý přísudek), v lese (příslovečné určení místa), domek (předmět) si (předmět), si staví v lese domek (přísudková část věty čili rozvitý přísudek).
Pořadím větných členů se v češtině vyjadřuje, co je východiskem a co jádrem výpovědi. Východiskem výpovědi věta začíná, jádrem výpovědi končí. Přestože ne vždy lze na základě větné stavby každý z větných členů přiřadit buď k východisku, nebo k jádru výpovědi, umožňuje čeština v tomto ohledu účel věty vyjádřit mnohem citlivěji než jazyky s pevnější větnou stavbou.